# Natație la Jocurile Olimpice de vară din 2020 - 200 m liber (feminin)
Proba de 200 de metri liber feminin de la Jocurile Olimpice de vară din 2020 a avut loc în perioada 26-28 iulie 2021 la Tokyo Aquatics Centre.

## Recorduri
Înaintea acestei competiții, recordurile mondiale și olimpice erau următoarele:
| Record  | Atlet                     | Timp    | Loc                    | Data          |
| ------- | ------------------------- | ------- | ---------------------- | ------------- |
| Mondial | Federica Pellegrini (ITA) | 1:52,98 | Roma, Italia           | 29 iulie 2009 |
| Olimpic | Allison Schmitt (USA)     | 1:53,61 | Londra, Marea Britanie | 31 iulie 2012 |

## Program
Orele sunt ora Japoniei (UTC+9) 
| Data                    | Timp  | Etapă      |
| ----------------------- | ----- | ---------- |
| Luni, 26 iulie 2021     | 19:00 | Calificări |
| Marți, 27 iulie 2021    | 10:30 | Semifinale |
| Miercuri, 28 iulie 2021 | 10:41 | Finala     |

## Rezultate

### Calificări
Înotătoarele cu cei mai buni 16 timpi au avansat în semifinale.
| Loc | Serie | Culoar | Înotător                 | Țară                       | Timp    | Note |
| --- | ----- | ------ | ------------------------ | -------------------------- | ------- | ---- |
| 1   | 2     | 4      | Katie Ledecky            | Statele Unite ale Americii | 1:55,28 | C    |
| 2   | 2     | 6      | Penny Oleksiak           | Canada                     | 1:55,38 | C    |
| 3   | 2     | 5      | Madison Wilson           | Australia                  | 1:55,87 | C    |
| 4   | 4     | 4      | Ariarne Titmus           | Australia                  | 1:55,88 | C    |
| 5   | 4     | 6      | Summer McIntosh          | Canada                     | 1:56,11 | C    |
| 6   | 4     | 5      | Yang Junxuan             | China                      | 1:56,17 | C    |
| 7   | 3     | 6      | Barbora Seemanová        | Cehia                      | 1:56,38 | C    |
| 8   | 3     | 5      | Siobhan Haughey          | Hong Kong                  | 1:56,48 | C    |
| 9   | 3     | 2      | Isabel Gose              | Germania                   | 1:56,80 | C    |
| 10  | 2     | 3      | Charlotte Bonnet         | Franța                     | 1:56,88 | C    |
| 11  | 3     | 3      | Freya Anderson           | Marea Britanie             | 1:56,96 | C    |
| 12  | 4     | 3      | Allison Schmitt          | Statele Unite ale Americii | 1:57,10 | C    |
| 13  | 4     | 7      | Annika Bruhn             | Germania                   | 1:57,15 | C    |
| 14  | 2     | 7      | Erika Fairweather        | Noua Zeelandă              | 1:57,26 | C    |
| 15  | 3     | 4      | Federica Pellegrini      | Italia                     | 1:57,33 | C    |
| 16  | 3     | 7      | Valeriya Salamatina      | COR                        | 1:58,33 | C    |
| 17  | 2     | 1      | Janja Šegel              | Slovenia                   | 1:58,38 |      |
| 18  | 3     | 1      | Joanna Evans             | Bahamas                    | 1:58,40 |      |
| 19  | 4     | 1      | Andrea Murez             | Israel                     | 1:58,97 |      |
| 20  | 4     | 2      | Li Bingjie               | China                      | 1:59,03 |      |
| 21  | 2     | 2      | Veronika Andrusenko      | COR                        | 1:59,17 |      |
| 22  | 3     | 8      | Snæfríður Jórunnardóttir | Islanda                    | 2:00,20 | RN   |
| 23  | 4     | 8      | Elisbet Gámez            | Cuba                       | 2:00,56 |      |
| 24  | 1     | 4      | Ieva Maļuka              | Letonia                    | 2:03,75 |      |
| 25  | 1     | 3      | Beatriz Padrón           | Costa Rica                 | 2:04,56 |      |
| 26  | 2     | 8      | Nguyễn Thị Ánh Viên      | Vietnam                    | 2:05,30 |      |
| 27  | 1     | 5      | Gabriela Santis          | Guatemala                  | 2:07,24 |      |
| 28  | 1     | 6      | Lina Khiyara             | Maroc                      | 2:08,80 |      |
| 29  | 1     | 2      | Gabriella Doueihy        | Liban                      | 2:11,29 |      |

### Semifinale
Înotătoarele cu cei mai buni 8 timpi au avansat în finală.
| Loc | Serie | Culoar | Înotătoare          | Țară                       | Timp    | Note  |
| --- | ----- | ------ | ------------------- | -------------------------- | ------- | ----- |
| 1   | 1     | 5      | Ariarne Titmus      | Australia                  | 1:54,82 | C     |
| 2   | 1     | 6      | Siobhan Haughey     | Hong Kong                  | 1:55,16 | C     |
| 3   | 2     | 4      | Katie Ledecky       | Statele Unite ale Americii | 1:55,34 | C     |
| 4   | 1     | 3      | Yang Junxuan        | China                      | 1:55,98 | C     |
| 5   | 2     | 6      | Barbora Seemanová   | Cehia                      | 1:56,14 | C, RN |
| 6   | 1     | 4      | Penny Oleksiak      | Canada                     | 1:56,39 | C     |
| 7   | 2     | 8      | Federica Pellegrini | Italia                     | 1:56,44 | C     |
| 8   | 2     | 5      | Madison Wilson      | Australia                  | 1:56,58 | C     |
| 9   | 2     | 3      | Summer McIntosh     | Canada                     | 1:56,82 |       |
| 10  | 1     | 7      | Allison Schmitt     | Statele Unite ale Americii | 1:56,87 |       |
| 11  | 2     | 2      | Isabel Gose         | Germania                   | 1:57,07 |       |
| 12  | 2     | 7      | Freya Anderson      | Marea Britanie             | 1:57,10 |       |
| 13  | 1     | 2      | Charlotte Bonnet    | Franța                     | 1:57,35 |       |
| 14  | 2     | 1      | Annika Bruhn        | Germania                   | 1:57,62 |       |
| 15  | 1     | 8      | Valeriya Salamatina | COR                        | 1:58,98 |       |
| 16  | 1     | 1      | Erika Fairweather   | Noua Zeelandă              | 1:59,14 |       |

### Finala
| Loc | Culoar | Înotătoare          | Țară                       | Timp    | Note |
| --- | ------ | ------------------- | -------------------------- | ------- | ---- |
| 1   | 4      | Ariarne Titmus      | Australia                  | 1:53,50 | RO   |
| 2   | 5      | Siobhan Haughey     | Hong Kong                  | 1:53,92 | RC   |
| 3   | 7      | Penny Oleksiak      | Canada                     | 1:54,70 |      |
| 4   | 6      | Yang Junxuan        | China                      | 1:55,01 |      |
| 5   | 3      | Katie Ledecky       | Statele Unite ale Americii | 1:55,21 |      |
| 6   | 2      | Barbora Seemanová   | Cehia                      | 1:55,45 | RN   |
| 7   | 1      | Federica Pellegrini | Italia                     | 1:55,91 |      |
| 8   | 8      | Madison Wilson      | Australia                  | 1:56,39 |      |